# Cabalus modestus
Frango-d'água-das-chatham ou frango-de-água-modesto-das-chatham (Cabalus modestus) é um espécie extinta de  ave da família Rallidae. Foi endémica da Nova Zelândia.
Tornou-se extinta cerca do ano 1900 devido à introdução de predadores no seu habitat natural.

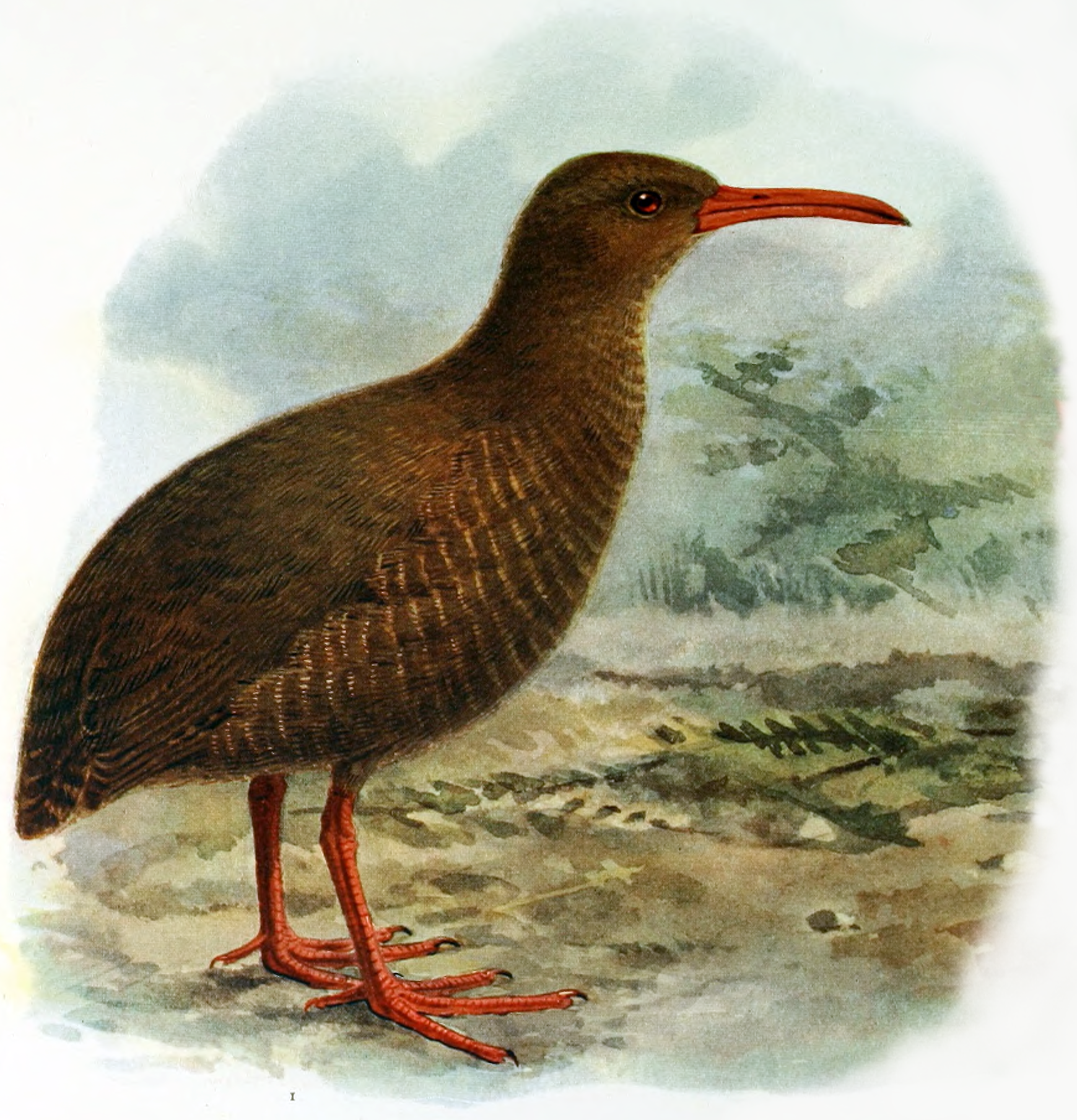